# Magnus Ullberg Johansson
Magnus Johansson Ullberg, född 3 februari 1698 i Velinga församling, Västergötland, död 11 maj 1770 i Habo församling, Jönköpings län, var en svensk gästgivare och bildhuggare.

## Biografi

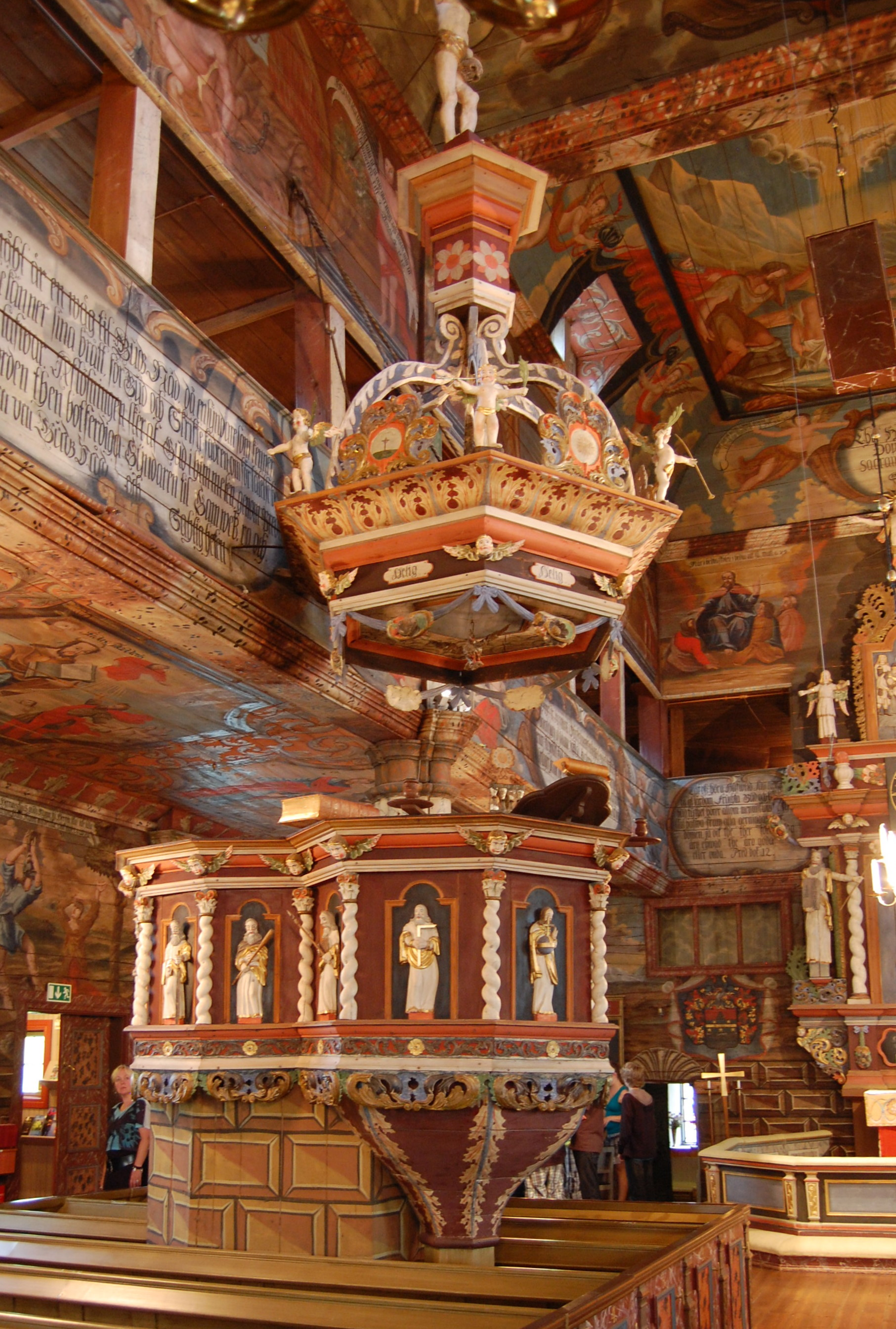
Predikstolen i Habo kyrka, utförd av Magnus Ullberg Johansson 1723.

Han var son till bildhuggaren Johan Ullberg och Margaretha Månsdotter och gift med Anna Pettersdotter Thiman och troligen bror till bildhuggaren Johan Ullberg. Vid sin bortgång var han bosatt i Västra Kärr och omnämns i dödsboken som en hedersam och berömlig man. Han var en kunnig bildhuggare och har utfört bildhuggeriarbeten i ett flertal kyrkor i södra Vätterbygden. Till hans mer uppmärksammade arbeten räknas arbetena i Habo kyrka där han förutom figur och ornamentskulpturer även utförde en altaruppsats och predikstol på 1720-talet samt en orgelfasad på 1730-talet. Tillsammans med Anders Ekberg utförde han en delvis bevarad altartavla till Gränna kyrka 1722 där skulpturerna i dag visas fristående. I Habo kyrka finns en rikt skulpterad minnestavla över Ullberg.